# Fibre Channel
Fibre Channel est un protocole de communication défini par la norme ANSI X3T11 permettant un transfert de paquets de données à haut débit (de l'ordre du gigabit par seconde et plus). Le protocole garantit l’arrivée des données sans pertes et dans le bon ordre, permet de créer un réseau pouvant transporter plusieurs protocoles de façon native comme l'IP (Internet Protocol) et offre la possibilité d'un mode canal utilisé pour transporter le protocole SCSI dans le cas des réseaux de stockage (Storage Area Network, SAN). Conçu à l'origine pour les superordinateurs, Fibre Channel est maintenant devenu le protocole standard des SAN, où il transporte les données entre un serveur et la mémoire d'une baie de stockage, bien qu'il soit en compétition avec Ethernet.
C'est un protocole série qui n'a besoin que de deux conducteurs physiques, il peut donc fonctionner sur plusieurs types de médium physique, comme de la paire torsadée, du câble coaxial ou de la fibre optique. L'interconnexion entre les types de support est réalisée par des modules standardisés dits « GLM » (Global Link Module).
Fibre Channel utilise l'orthographe britannique du mot anglais fibre, et non fiber (anglais américain). Malgré certaines confusions, fiber est plus souvent associé à FDDI (Fiber Distributed Data Interface).

## Topologies
Il existe trois topologies différentes utilisées pour le Fibre Channel :

Schéma des différentes topologies utilisées pour le Fibre Channel.

- point à point : utilisation la plus simple mais la plus limitée ; les périphériques sont reliés directement entre eux ;
- en boucle (Arbitrated Loop ou FC-AL) : dans cette architecture, tous les périphériques sont reliés pour former une boucle, ce qui permet de relier davantage d'objets entre eux, il est également possible de doubler la boucle voire d'y ajouter un ou plusieurs hubs, pour pallier la défaillance d'un périphérique ;
- « switchée » ou « commutée » (fabric) : on utilise dans ce cas un commutateur (switch en anglais) Fibre Channel, dont le principe de fonctionnement est similaire au commutateur Ethernet ; le terme Fabric désigne ici l'ensemble commutateurs et routeurs.

## Débits
Les périphériques Fibre Channel sont disponibles actuellement dans plusieurs débits : 1 Gbit/s, 2 Gbit/s, 4 Gbit/s et, depuis fin 2007, 8 Gbit/s. Le 16 Gbit/s a été spécifié en 2009 et est disponible depuis 2011. Le 32 Gbit/s est spécifié depuis 2013, mais les équipements ne sont disponibles que depuis 2016.
| Génération        | Débit (Mo/s) | Disponibilité |
| ----------------- | ------------ | ------------- |
| FC 1Gb            | 125          | 1997          |
| FC 2Gb            | 250          | 2001          |
| FC 4Gb            | 500          | 2004          |
| FC 8Gb            | 1 000        | 2005          |
| FC 10Gb           | 1 250        | 2008          |
| FC 16Gb           | 2 000        | 2011          |
| FC 32Gb (Gen6)    | 4 000        | 2016          |
| FC 64Gb (Gen7)    | 6 400        | 2020          |
| FC 128Gb (4 x 32) | 16 000       | 2016          |
| FC 128Gb (Gen8)   | 12 800       | prévu en 2024 |

## Ports
On distingue différents types de ports dans le protocole Fibre Channel, selon le type d'équipement et la topologie employée :
- E_port (aussi appelé Expansion port) : port reliant les commutateurs Fibre Channel entre eux ; le lien entre deux commutateurs est appelé Inter Switch Link ou ISL. Plusieurs ISL entre deux commutateurs forment un agrégat de canaux appelé Trunk et permettant l'échange de données à un débit égal à la somme des liens unitaires (i.e : 4 ISL à 4 Gbit/s permettent un échange à un débit de 16 Gbit/s) ;
- EX_port : dans un routeur Fibre Channel, désigne le nom du port relié à un commutateur Fibre Channel ;
- TE_port (appelé Trunking Expansion port) : groupement de ports E_port pour multiplier la bande passante d'une liaison entre des commutateurs ;
- N_port (aussi appelé Node port) : port du serveur ou du périphérique de stockage dans une topologie point à point ou de type Fabric (commutée) ;
- NL_port (aussi appelé Node Loop port) : équivalent au port N_port mais dans une topologie boucle arbitrée ;
- F_port (aussi appelé Fabric port) : port du commutateur sur lequel se raccorde un serveur ou un périphérique de stockage dans une topologie de type Fabric ;
- FL_port (aussi appelé Fabric Loop port) : idem, mais dans une topologie de type boucle arbitrée ; un port de type Fabric se configure automatiquement en  F_port ou FL_port selon ce qui est connecté ;
- G_port ou generic port : désigne, sur un commutateur,  un port qui se configure automatiquement en E_port ou F_port ;
- L_port  (aussi appelé Loop port) : terme générique pour désigner un port en boucle arbitrée (FL_port ou NL_port).